# Горгани (заповідник)

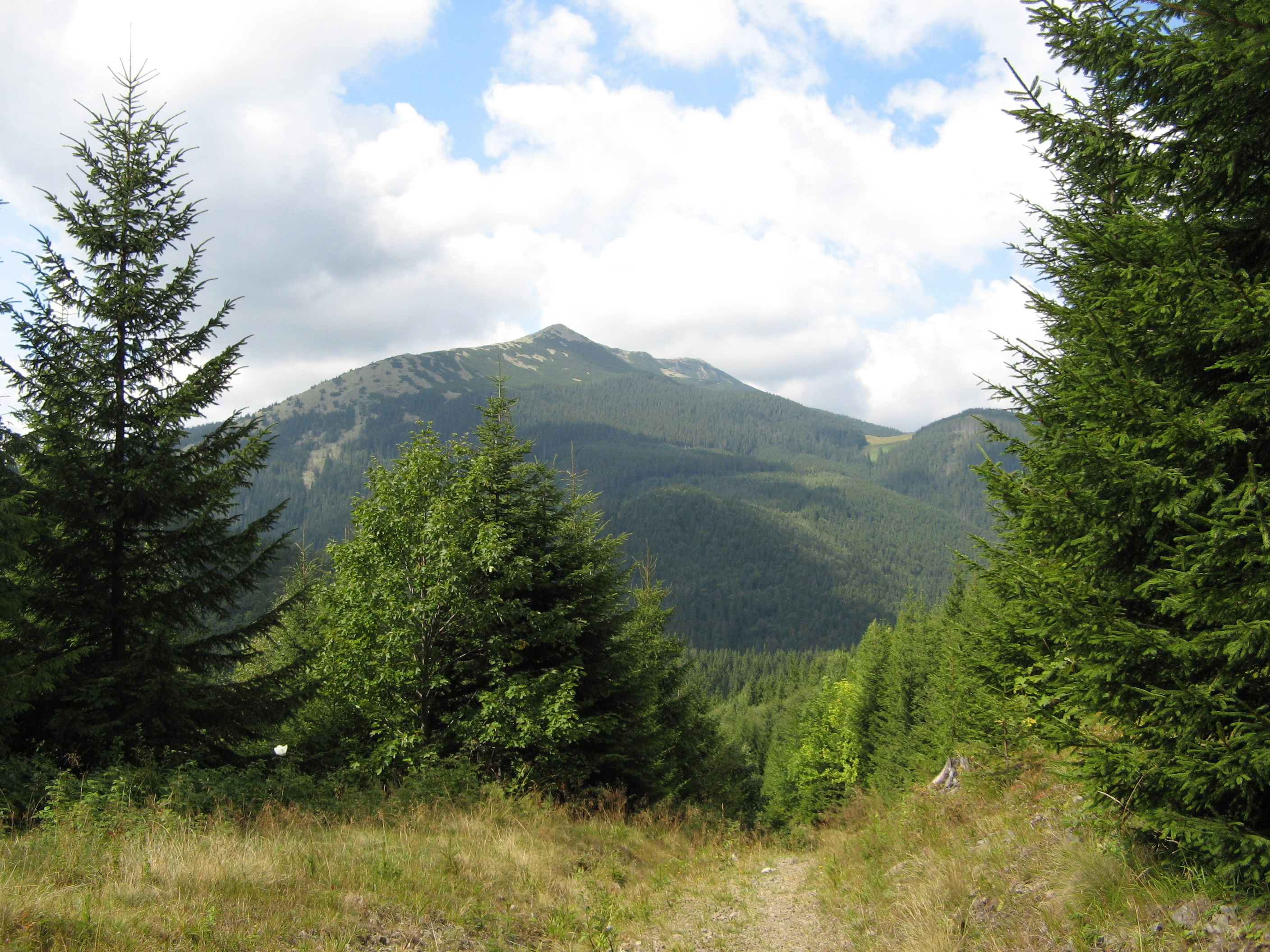
Гора Довбушанка

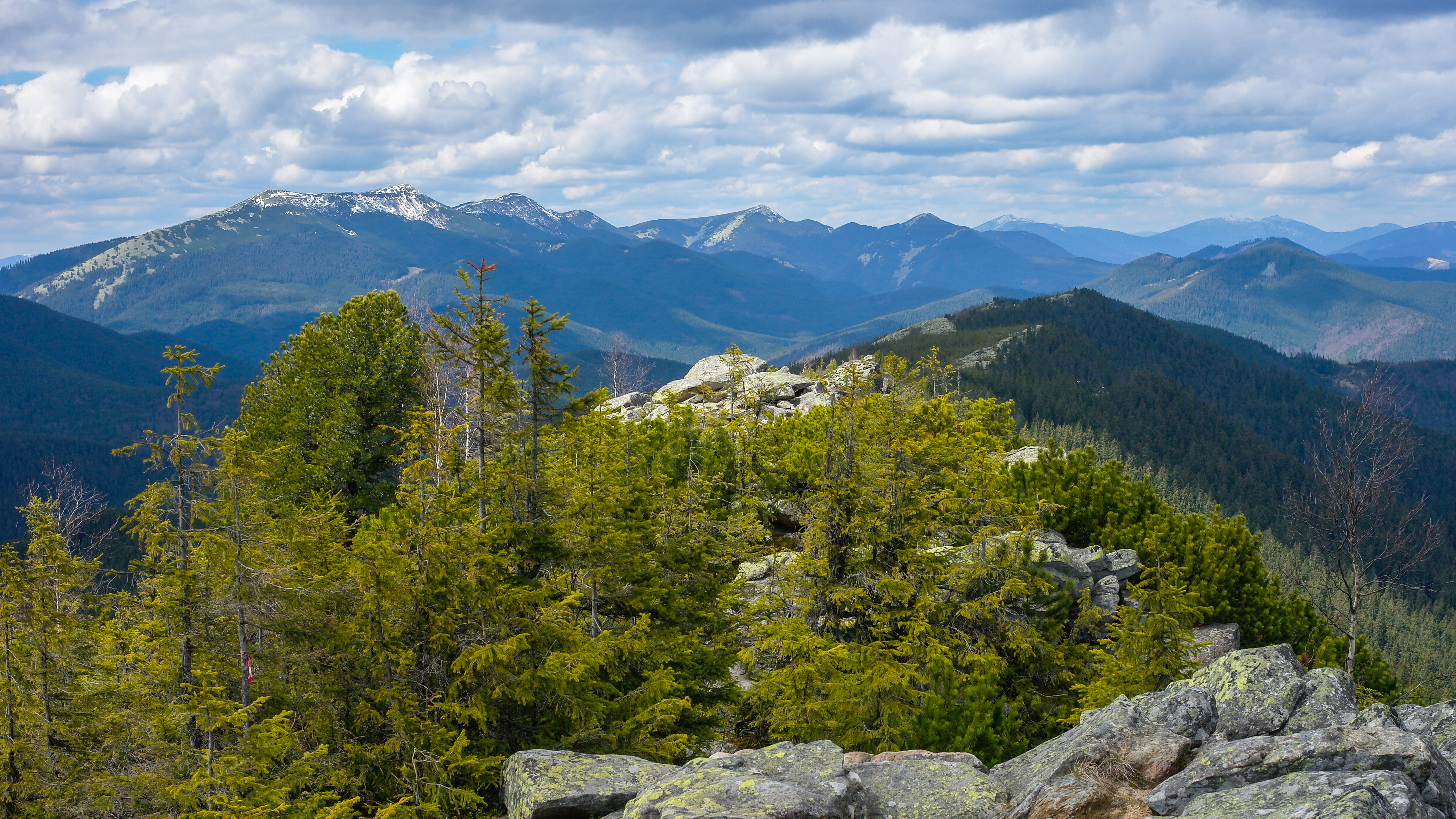
Довбушанка

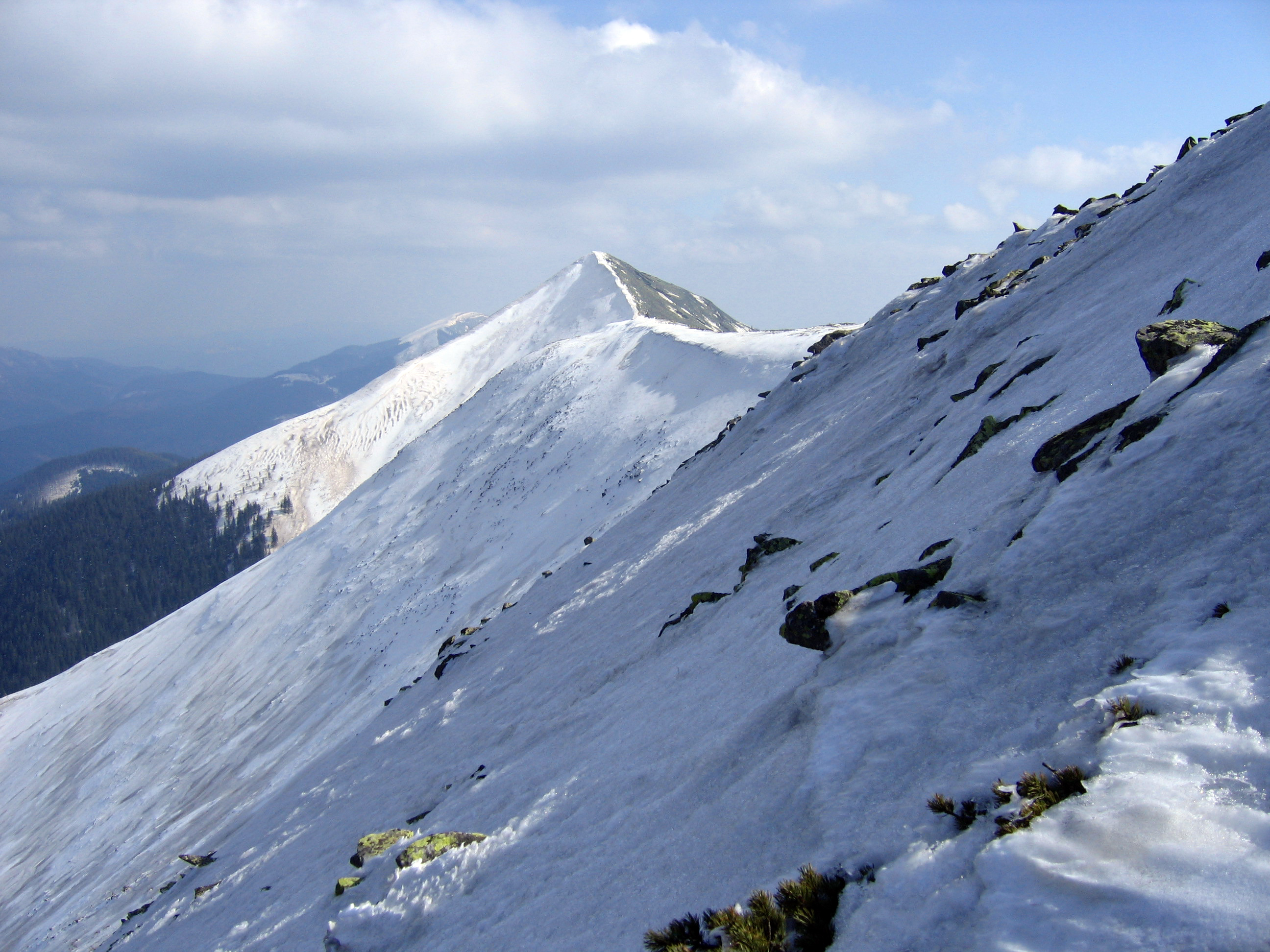
Схили Довбушанки

«Горга́ни» — природний заповідник в Українських Карпатах. Розташований у південно-західній частині Івано-Франківської області, в районі Довбушанських Горган. 
Площа 5344 га. Заснований 1996 року. Створений для збереження реліктової кедрової сосни європейської (Pinus cembra). Територія заповідника має типові для району Горган геоморфологічну будову, структуру рослинного покриву і тваринного світу, тому заповідник становить велику цінність для збереження, відтворення і вивчення біорізноманіття району та Українських Карпат загалом. У 2005 році йому було надано статус «державний заповідник». 
З 13 липня 2017 року ділянка заповідника «Горгани» площею 753,48 га входить у Світову спадщину ЮНЕСКО як один з масивів букових пралісів Карпат та інших регіонів Європи.

## Історія
У 1940 році Рада Народних Комісарів УРСР хотіла організувати заповідник у Горганах, площею 50 тис. га, однак цьому перешкодила Друга світова війна. А в 50–70-х роках на території Надвірнянського лісокомбінату було створено декілька заказників (наприклад заказник Садки) і пам'яток природи, завдяки чому в районі Довбушанських Горган збереглося багато унікальних природних комплексів. У 1974 році тут було організовано Горганське заповідне лісництво. Тоді на місці цього лісництва хотіли створити заповідник. Але лише 12 вересня 1996 року згідно з Указом Президента України було організовано природний заповідник «Горгани». Територія заповідника становить 5344,2 га.

## Охоронна зона
Згідно з Положенням про охоронну зону природного заповідника «Горгани» довкола периметра заповідника з території прилеглих лісових кварталів було сформовано охоронну буферну зону для забезпечення природоохоронного режиму абсолютної заповідності. Земельні ділянки у землекористувачів не вилучались. Площа зони на момент створення становила 3852,8 га. Протягом наступних років територію охоронної зони було зменшено: у 2004 р. на 133,1 га, у 2005 р. на 6,114 га. Станом на сьогодні площа охоронної зони становить 3712,89 га.
В охоронній зоні заборонена рубка головного користування, будівництво, облаштування місць для масового відпочинку населення, риболовля, полювання або вилов звірів без дозволу Кабінету Міністрів України для цілей, відмінних від наукових.

## Розташування та природні умови
Природний заповідник «Горгани» розташований в південно-західній частині Івано-Франківської області у районі Довбушанських Горган — найбільш недоступної високогірної кам'янистої частини Українських Карпат. Довбушанський масив — один із трьох основних масивів Горган. Його вершини та верхні частини схилів вкриті кам'янистими розсипами. Для Довбушанського масиву характерні видовжені хребти з гострими вершинами й стрімко спадними північно-східними та більш пологими південно-західними схилами. Найвищі вершини — Довбушанка (1754) та Ведмежик (1736). 
Тут беруть свій початок такі гірські потоки: Черник, Сітний, Джурджинець, Зубрівка, Пікун, які є правими притоками р. Бистриці Надвірнянської. 
Середньорічна температура від +5 до 0 °C. Річна кількість опадів становить від 900 до 1400 мм. Сніговий покрив стійкий із середньою потужністю 40 см. 
Ґрунтовий покрив складається переважно з лісових буроземних, дерново-буроземних ґрунтів та гірсько-лучних буроземів. 
Своєрідність і різноманітність фізико-географічних умов сприяли формуванню багатого видового складу рослин, серед яких значна частина рідкісних, реліктових та ендемічних видів. Ліси займають 84 % площі. Вони утворюють гірський лісовий пояс буково-ялицево-смерекових (27 %), смереково-ялицево-букових (3,3 %) та чистих смерекових (44,5 %) лісів. 

## Флора і фауна

### Фауна

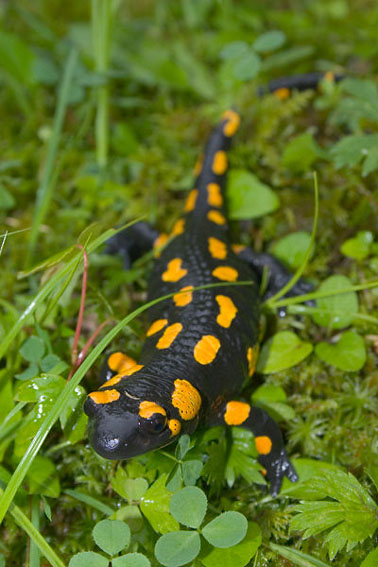
Саламандра плямиста

У заповіднику живуть представники понад 1000 видів безхребетних тварин. Серед них найчисленнішою групою є комахи. У фауні хребетних тварин заповідника налічується 149 видів, які належать до 6 класів. Іхтіофауна представлена 12 видами риб. Панівним видом у річках є пструг струмковий. З круглоротих водиться лише мінога угорська, яка зрідка трапляється в р. Бистриці Надвірнянській та її притоках. Серед земноводних найчисленнішою є жаба трав'яна. Вона зустрічається по всій території заповідника. У калюжах та заплавах потоків живуть тритони великий, гірський і карпатський, кумка жовточерева. У нижній та середній частинах лісового поясу зрідка зустрічається саламандра вогняна. Всього на заповідній території відмічено 9 видів земноводних. 
Герпетофауна заповідника бідна — всього 6 видів: веретільниця ламка, вуж звичайний, гадюка звичайна, ящірки прудка і живородна, які є панівними видами. Фауна птахів налічує 135 видів. У нижніх частинах гір трапляються птахи, характерні для широколистяних лісів Карпат: різні види дятлів, мухоловок, вільшанок, в'юркових. У хвойних лісах гніздяться жовна чорна і дятел трипалий, чиж, шишкар ялиновий, снігур, тинівка лісова, золотомушка жовточуба, орябок. Біля верхньої межі лісу та па лісових галявинах зустрічаються глушець, дрізд гірський, щеврик лісовий. У субальпійському поясі живуть тинівка альпійська, горихвістка чорна, щеврик гірський. 
На берегах численних потоків зрідка гніздяться пронурок та плиска гірська, а на нижніх ділянках течії — плиска біла та набережник. З денних хижих птахів і сов можна зустріти канюка звичайного, осоїда, яструбів великого і малого, боривітра звичайного, сову сіру та довгохвосту. Фауна ссавців представлена 45 видами. Звичними в заповіднику є олень благородний, сарна, вепр, заєць-русак, вивірка звичайна. Мешкає тут 18 видів дрібних ссавців — мишоподібних гризунів. З хижаків водяться ведмідь бурий, рись звичайна, лисиця, видра річкова, норка європейська, тхір звичайний, два види куниць, зрідка заходять вовки. 
З фауни 20 видів є рідкісними та занесені до Червоної книги України, а саме: харіус європейський, тритони альпійський і карпатський, саламандра плямиста, лелека чорний, підорлик малий, глухар, пугач, сова довгохвоста, дятел білоспинний, тинівка альпійська, бурозубка альпійська, кутора мала, полівка снігова, горностай, норка європейська, борсук, видра річкова, кіт лісовий, рись звичайна.

### Флора
На території заповідника росте 402 види вищих судинних рослин, які належать до 5 відділів, 75 родин, 236 родів. Значна частина видів рідкісні, ендемічні й реліктові. Особливу групу (20 видів, або 5 %) становлять види, занесені до Червоної книги України. Найрідкіснішими з них є зозулинці чоловічий та шоломоносний, зозулині сльози яйцеподібні, язичок зелений, місячниця гірська. 
Значна частина видів флори заповідника (19) є регіонально рідкісною: аконіт строкатий, дзвоники пилчасті, стародуб альпійський, відкасник безстеблий та інші. Про значний вік флори та її самобутність свідчить наявність реліктових та ендемічних видів. Зокрема, з реліктів зустрічаються гронянка багатороздільна, страусове перо звичайне, блехнум колосистий, баранець звичайний, вовче лико звичайне. Ендемічних видів 18, серед них королиця круглолиста, тоція карпатська, волошки мармароська і карпатська, гвоздика карпатська, фіалка відхилена та інші.

## Стан охорони біорізноманіття
До 2013 року в заповіднику існував незаконний розплідник новорічних ялинок, який був закритий після звернення громадськості до Генеральної прокуратури України. У 2012 році в заповіднику була спроба незаконного вилучення землі площею 0,2 га, яка була припинена правоохоронними органами.

## Контактна інформація
- Поштова адреса: 78405, Івано-Франківська область, м. Надвірна, вул. Комарова, 7

## Див. також

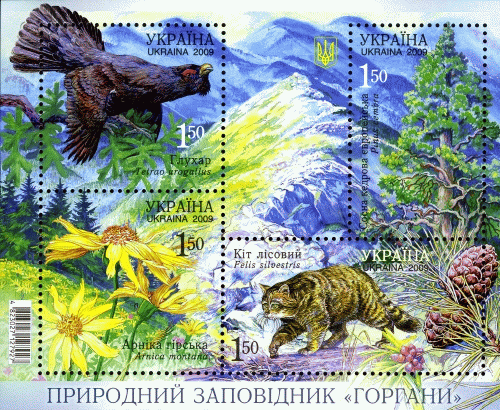
«Горгани», поштова марка України (2009)

## Галерея

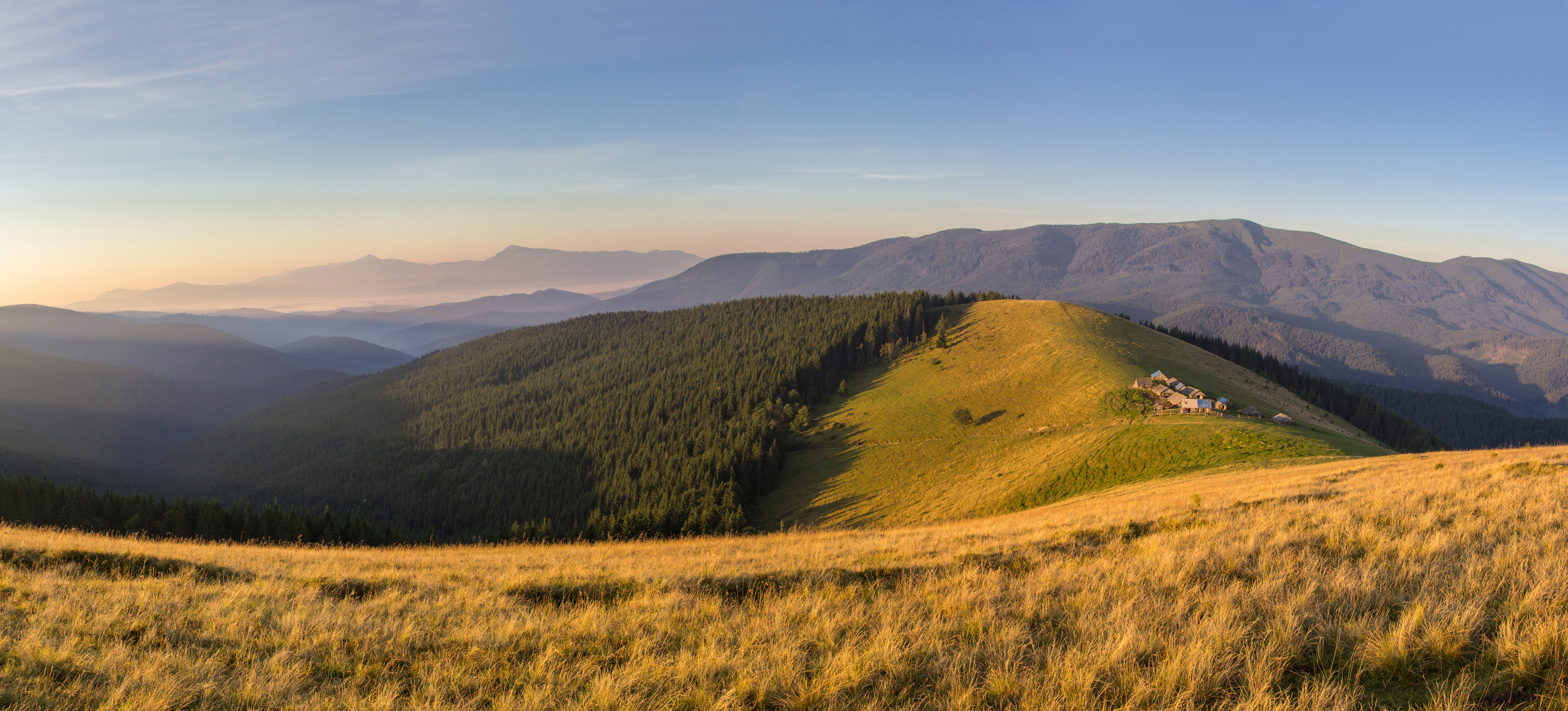
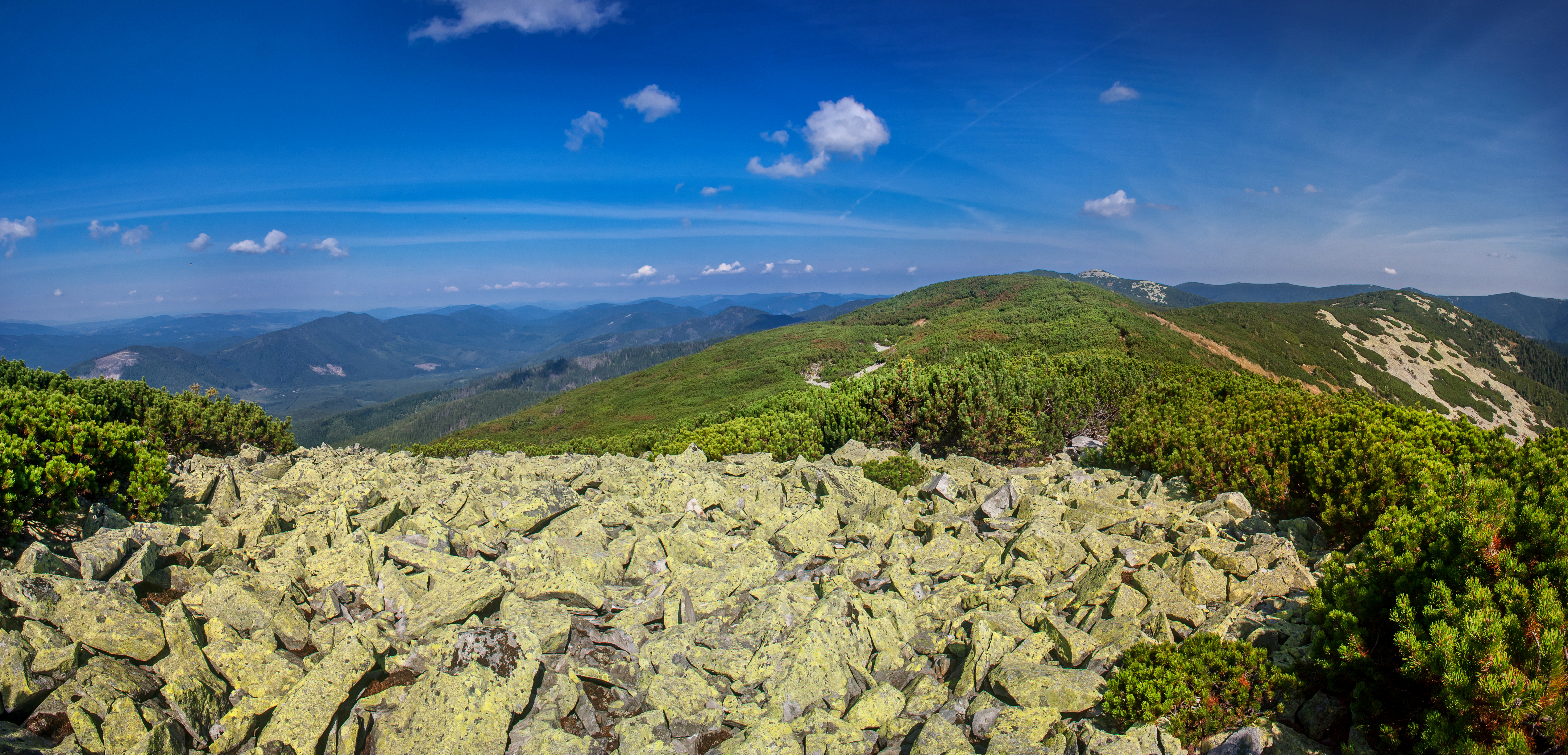
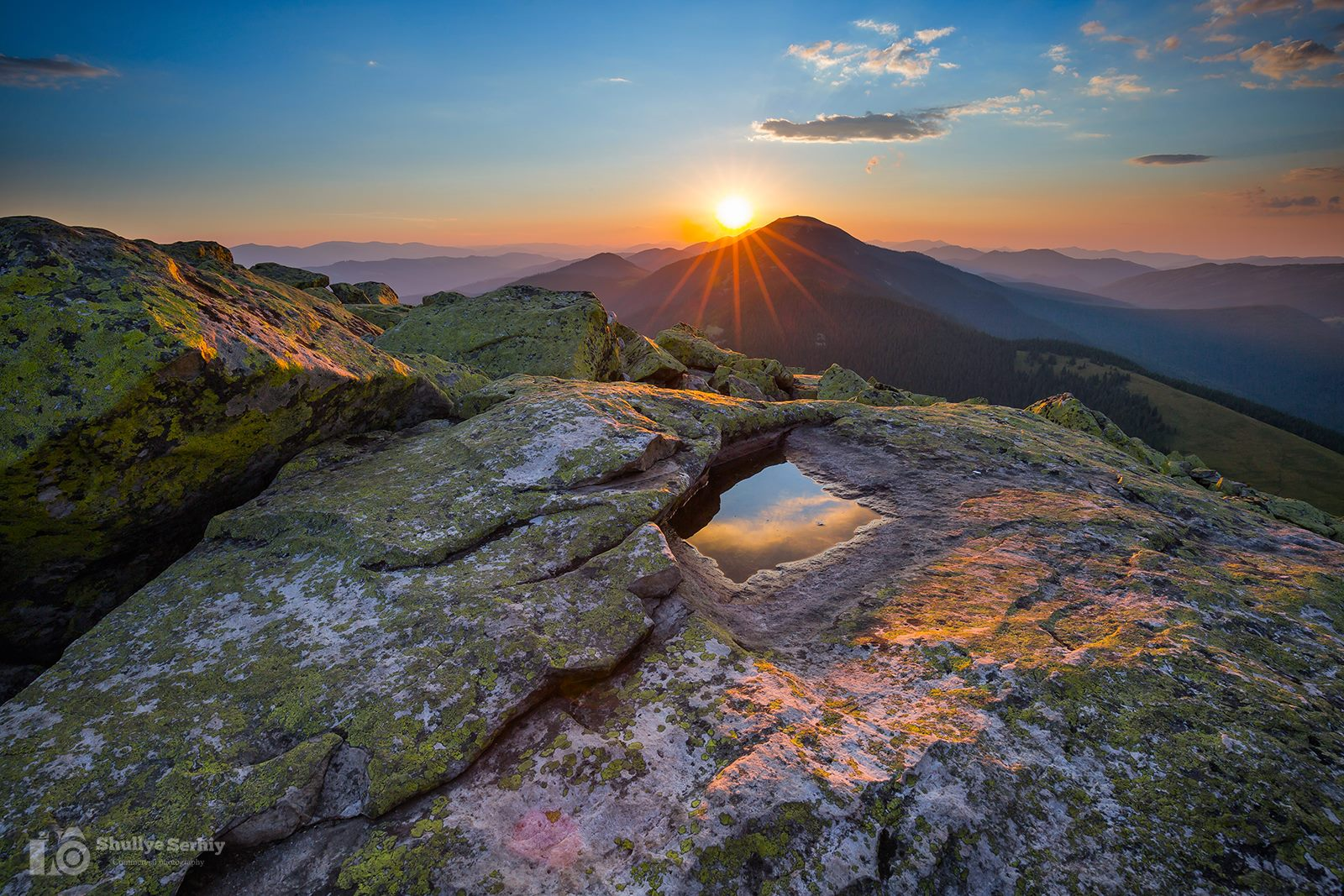
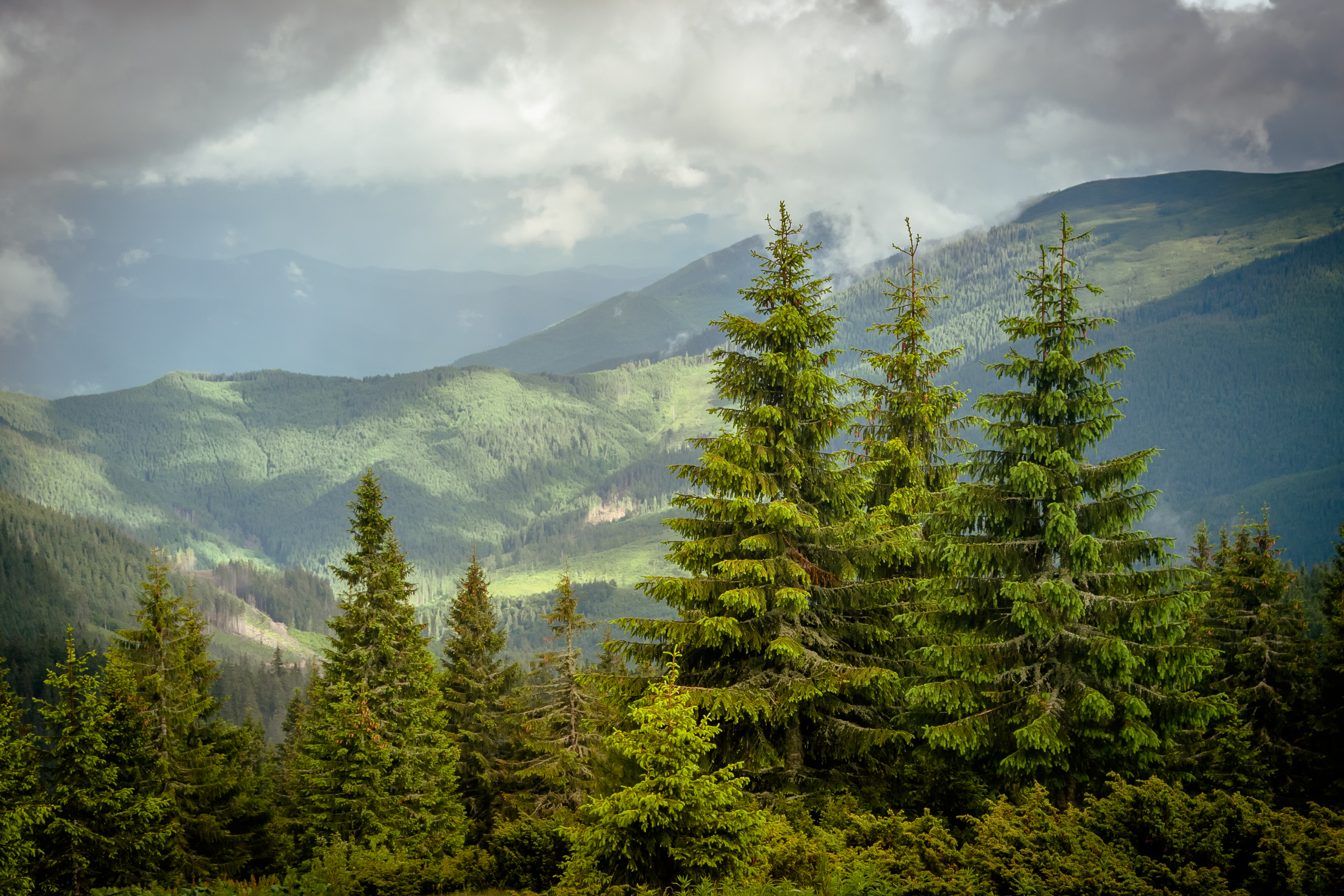
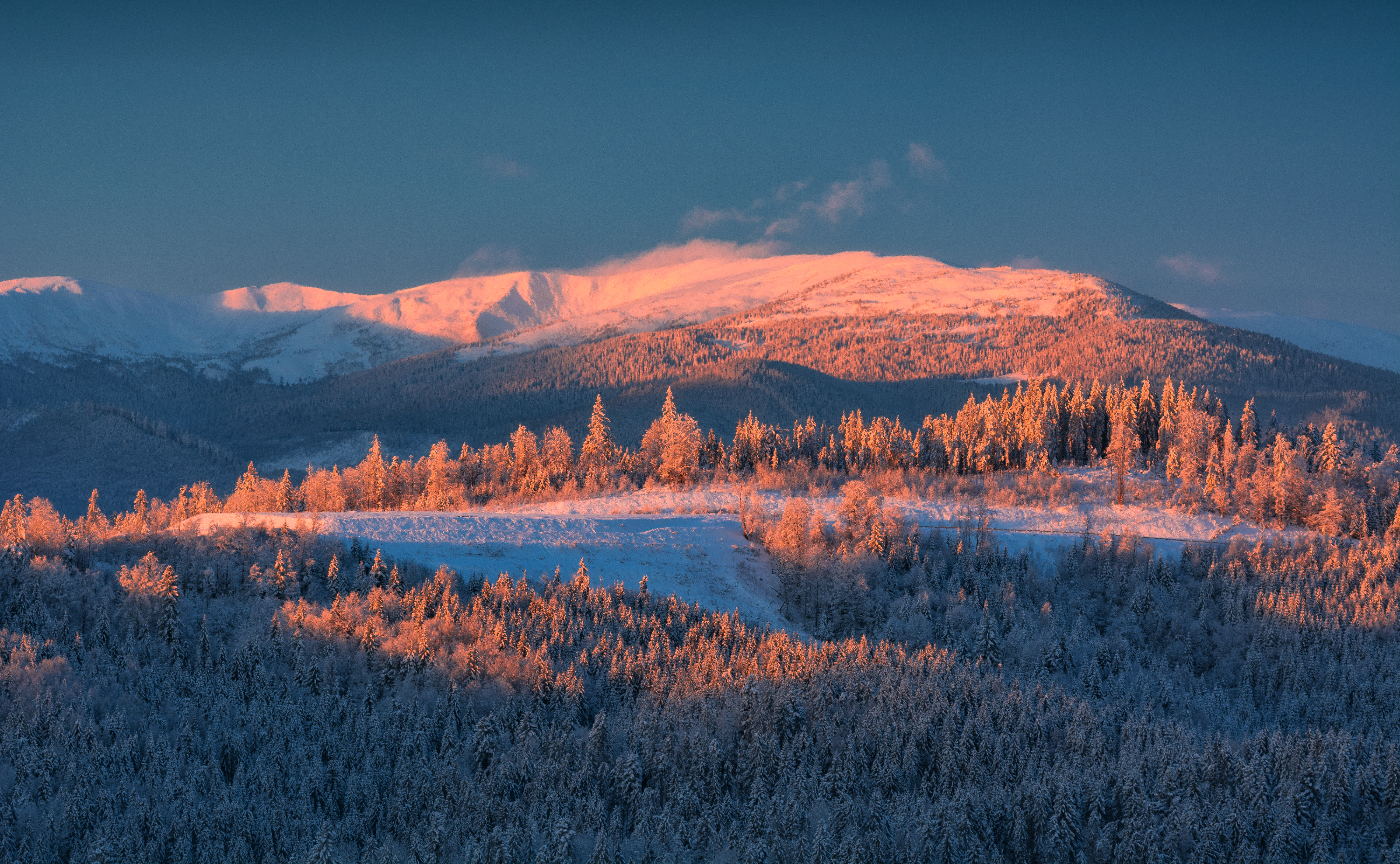
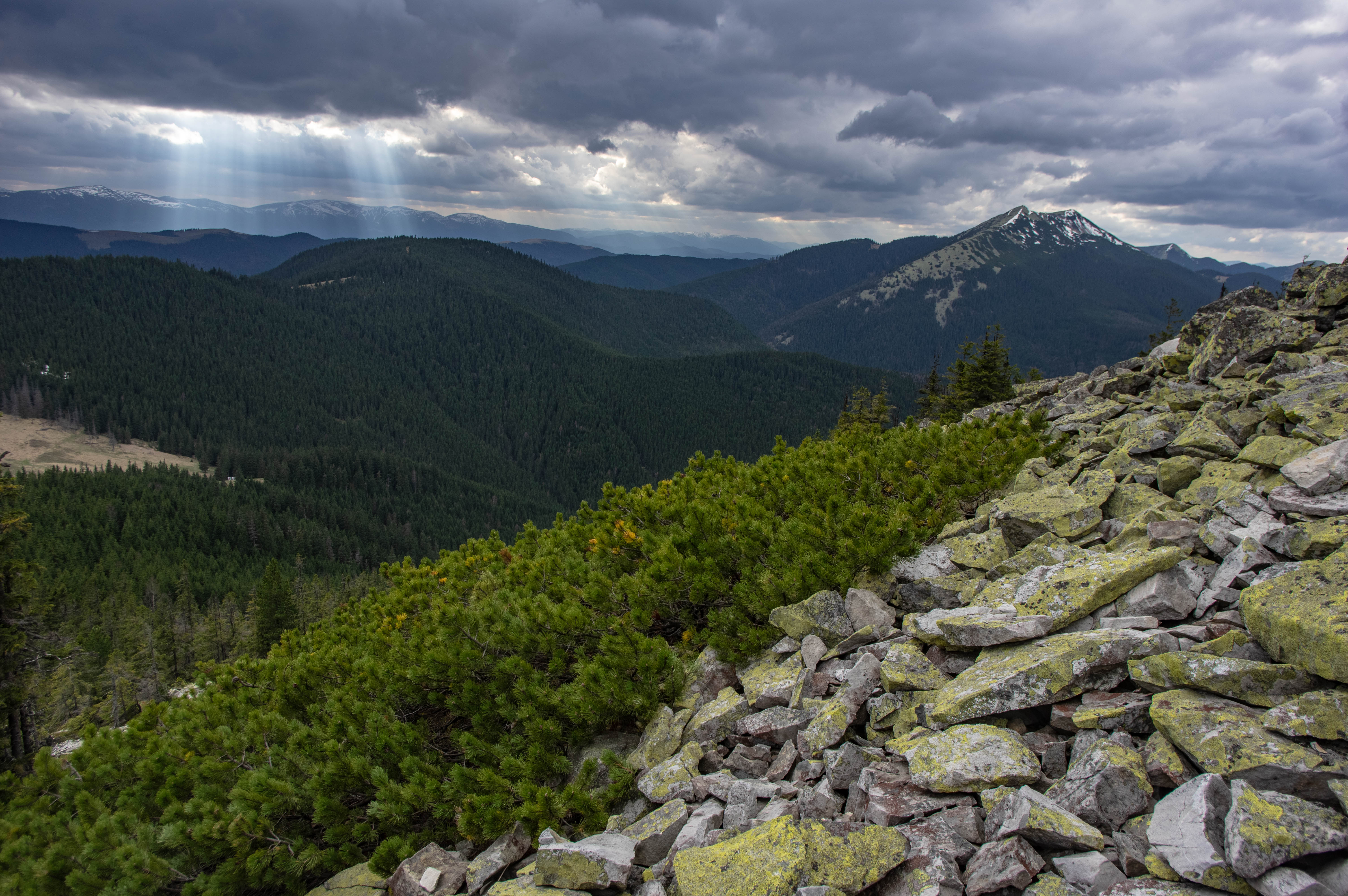
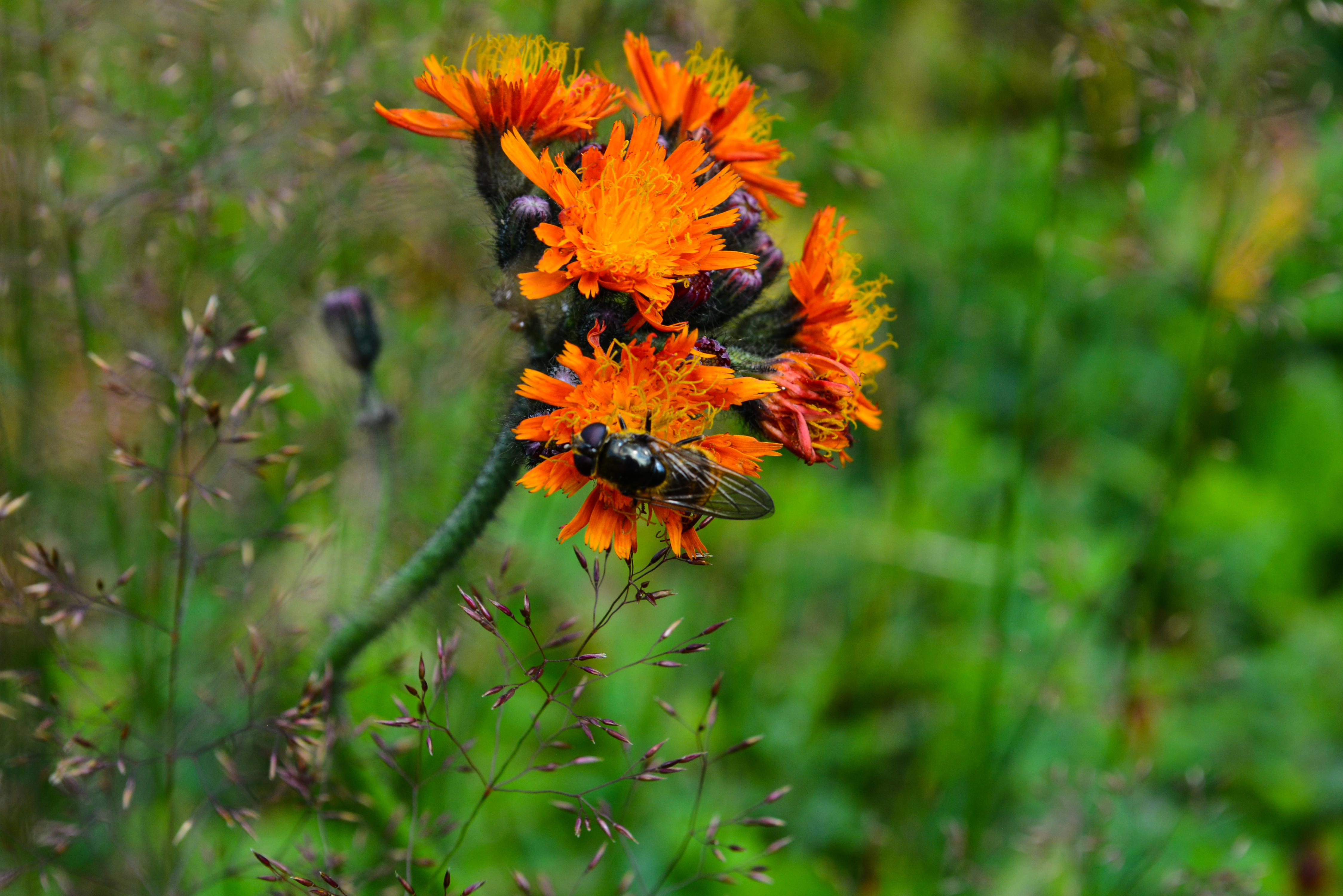
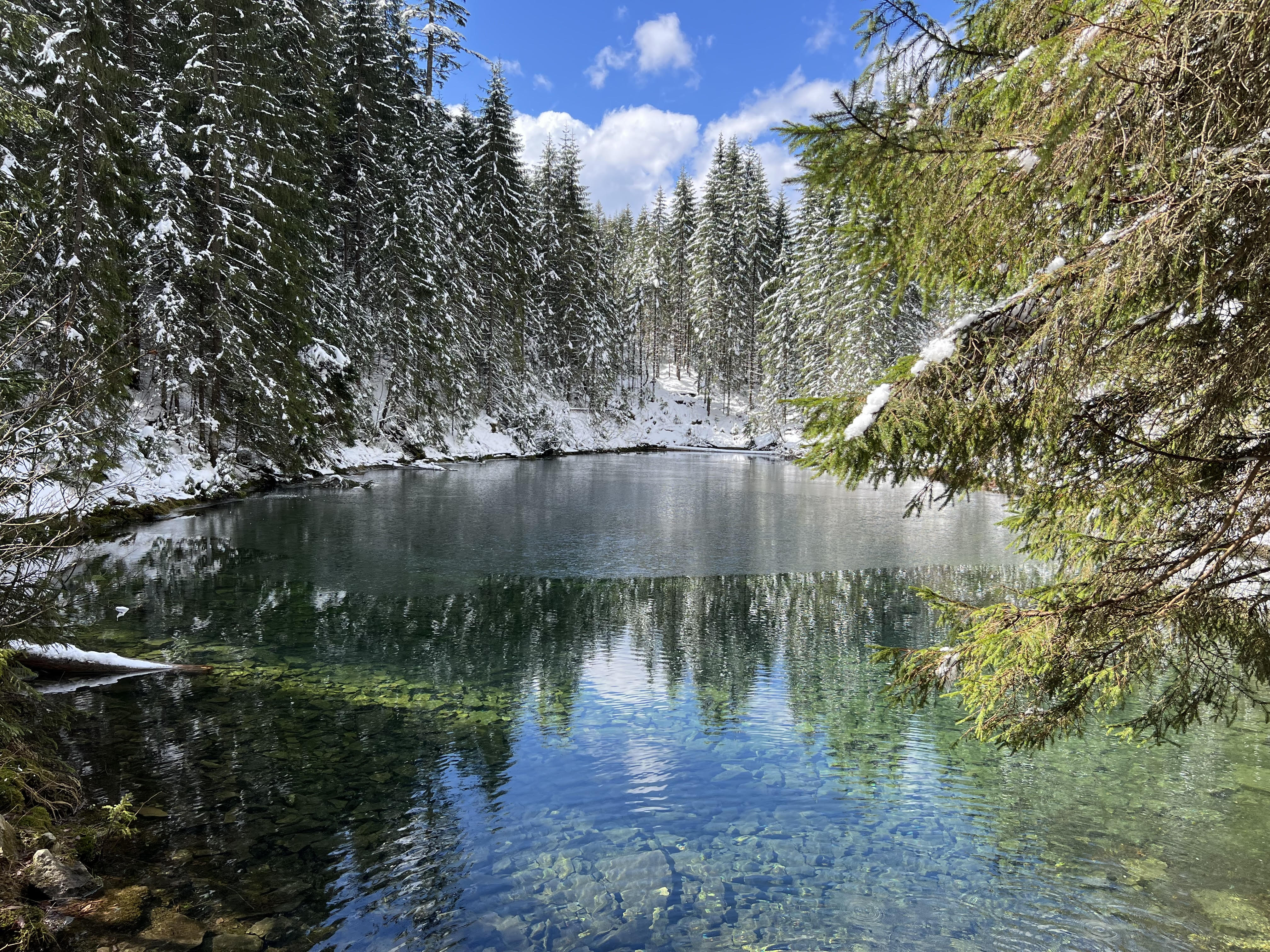
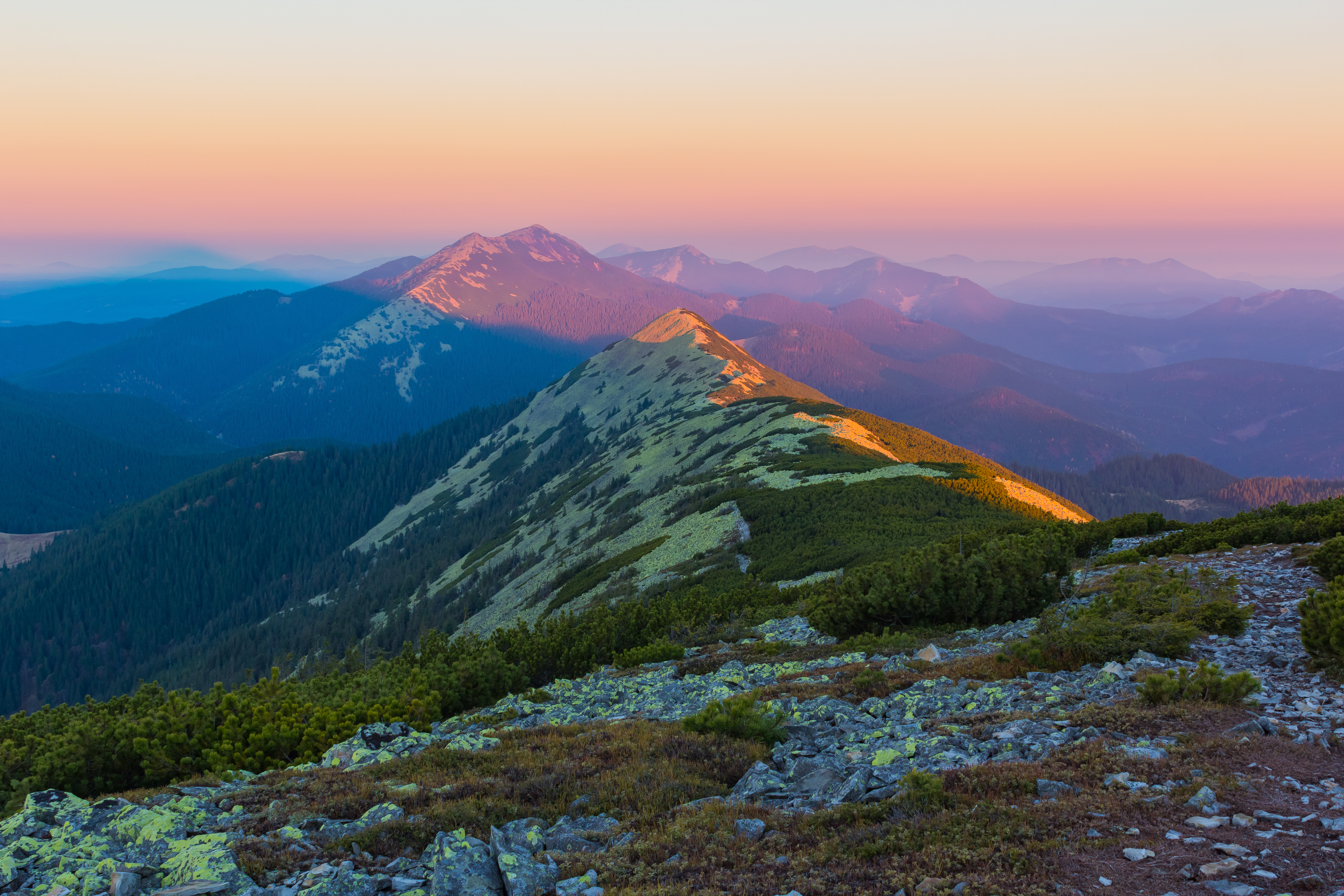
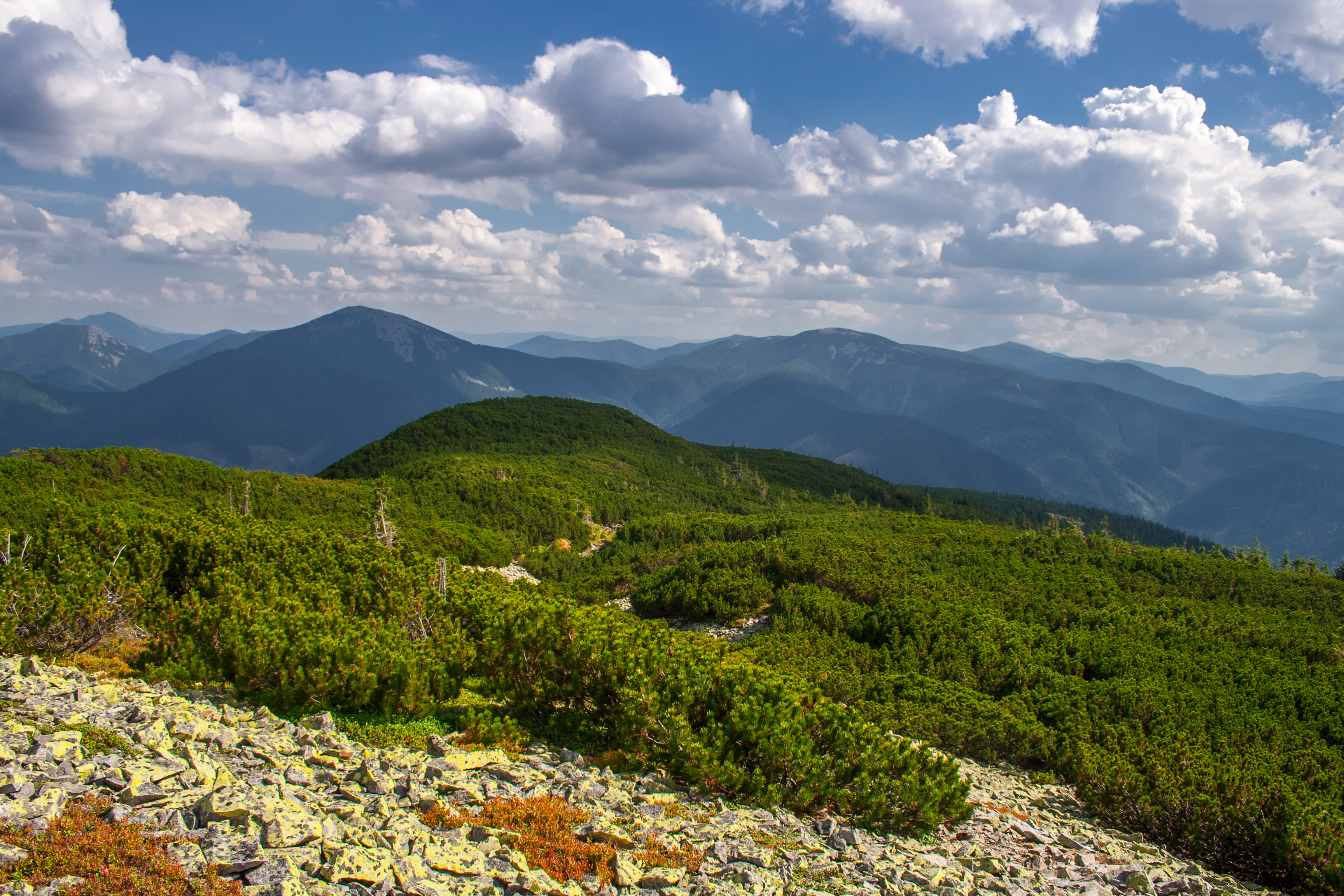
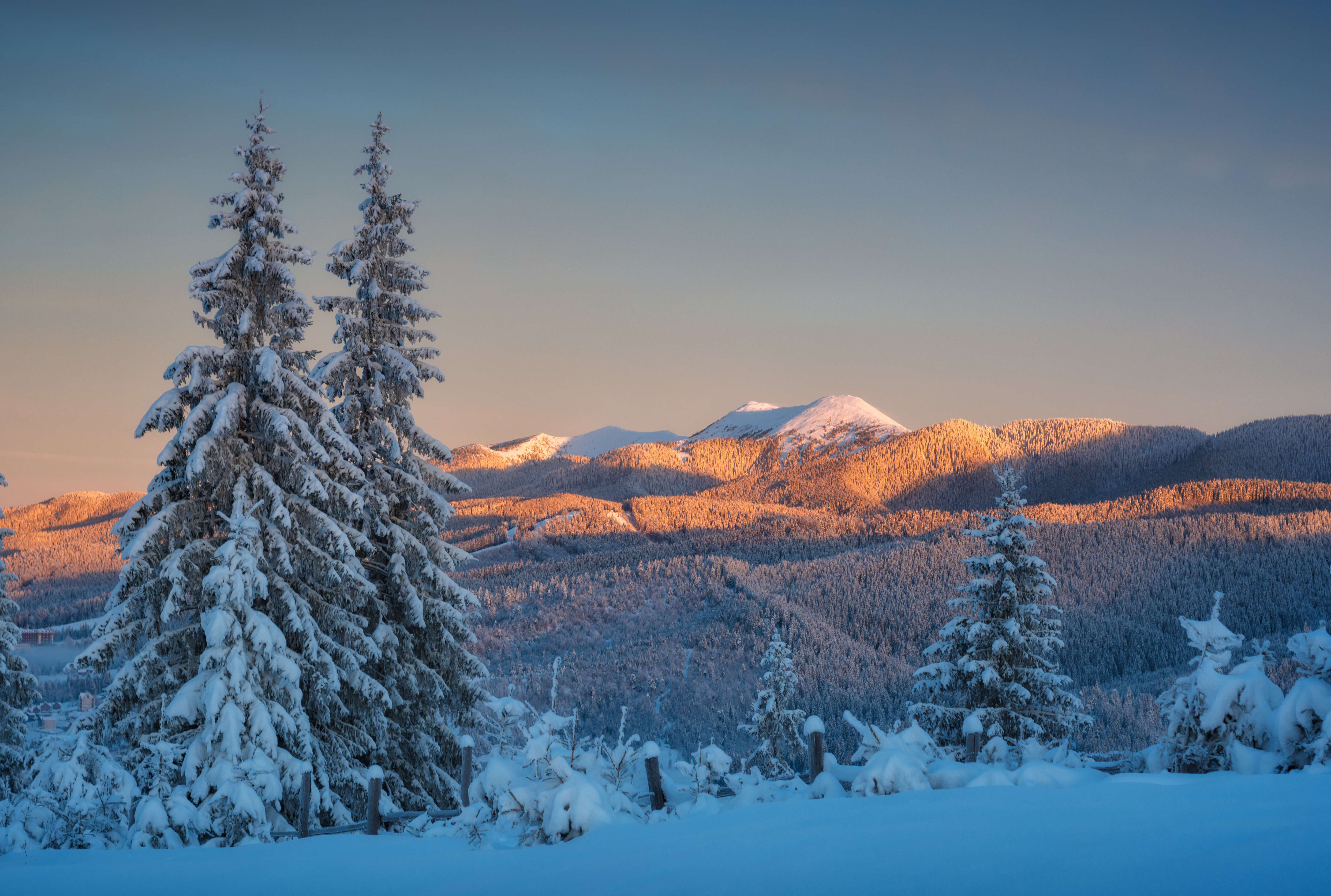
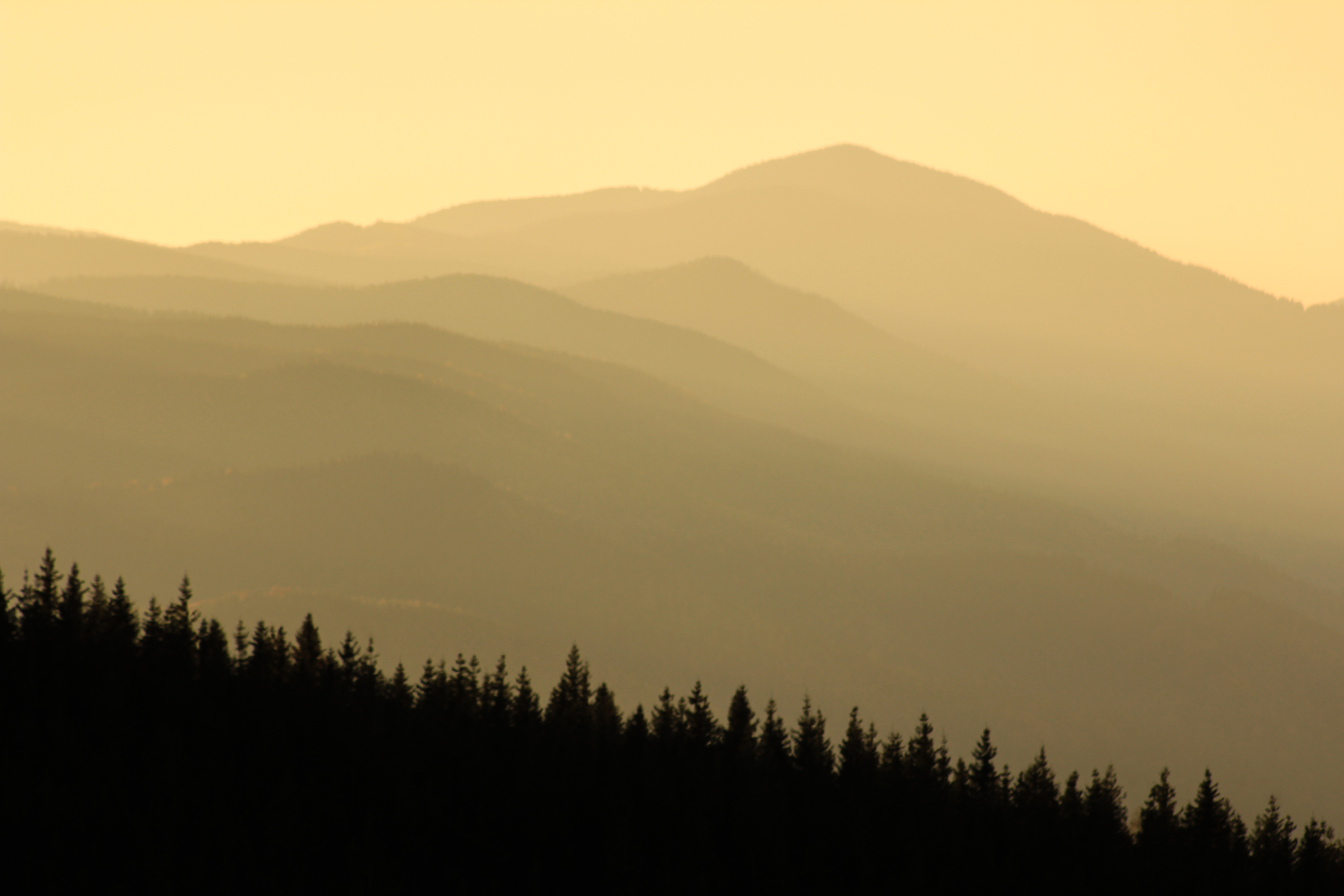
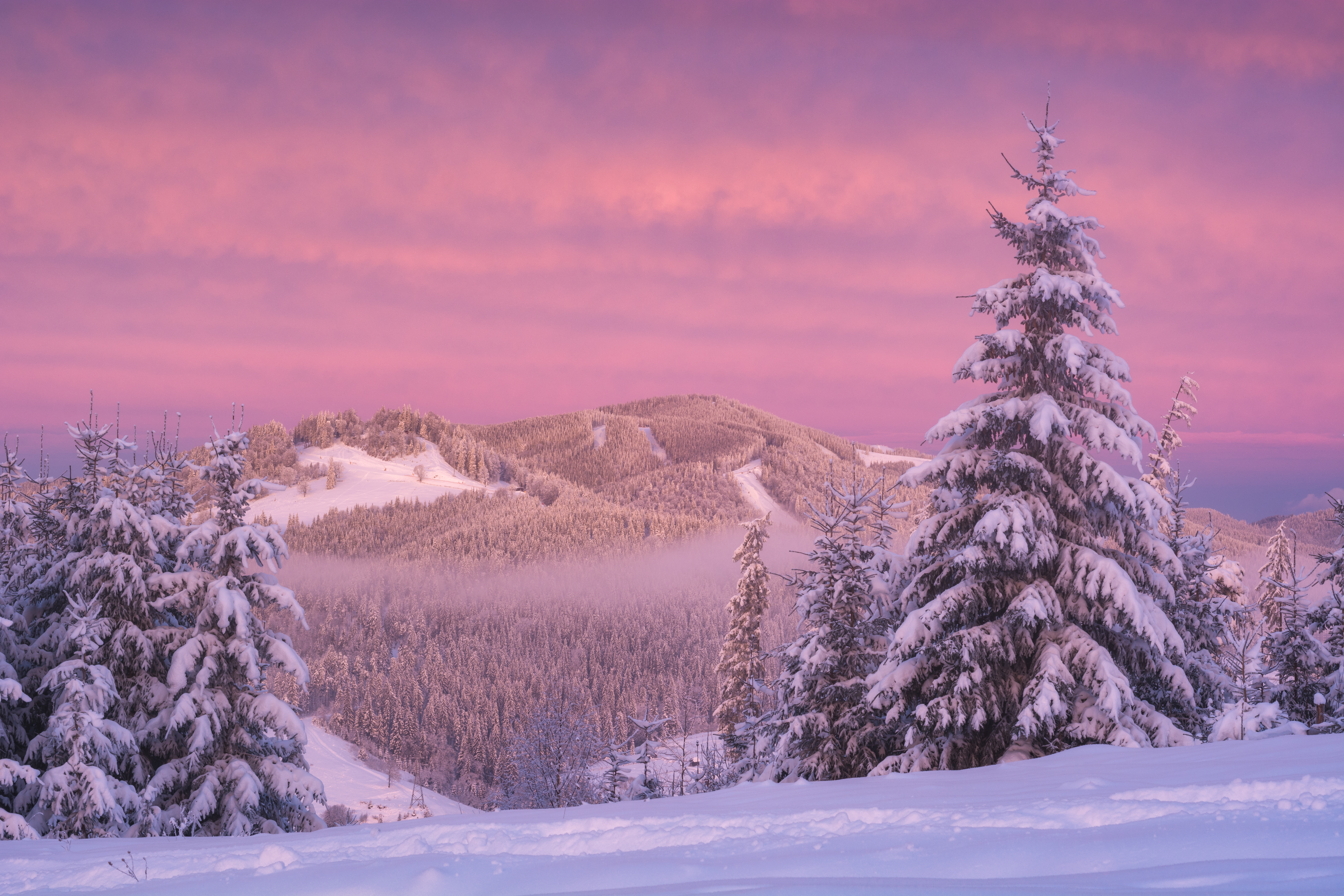
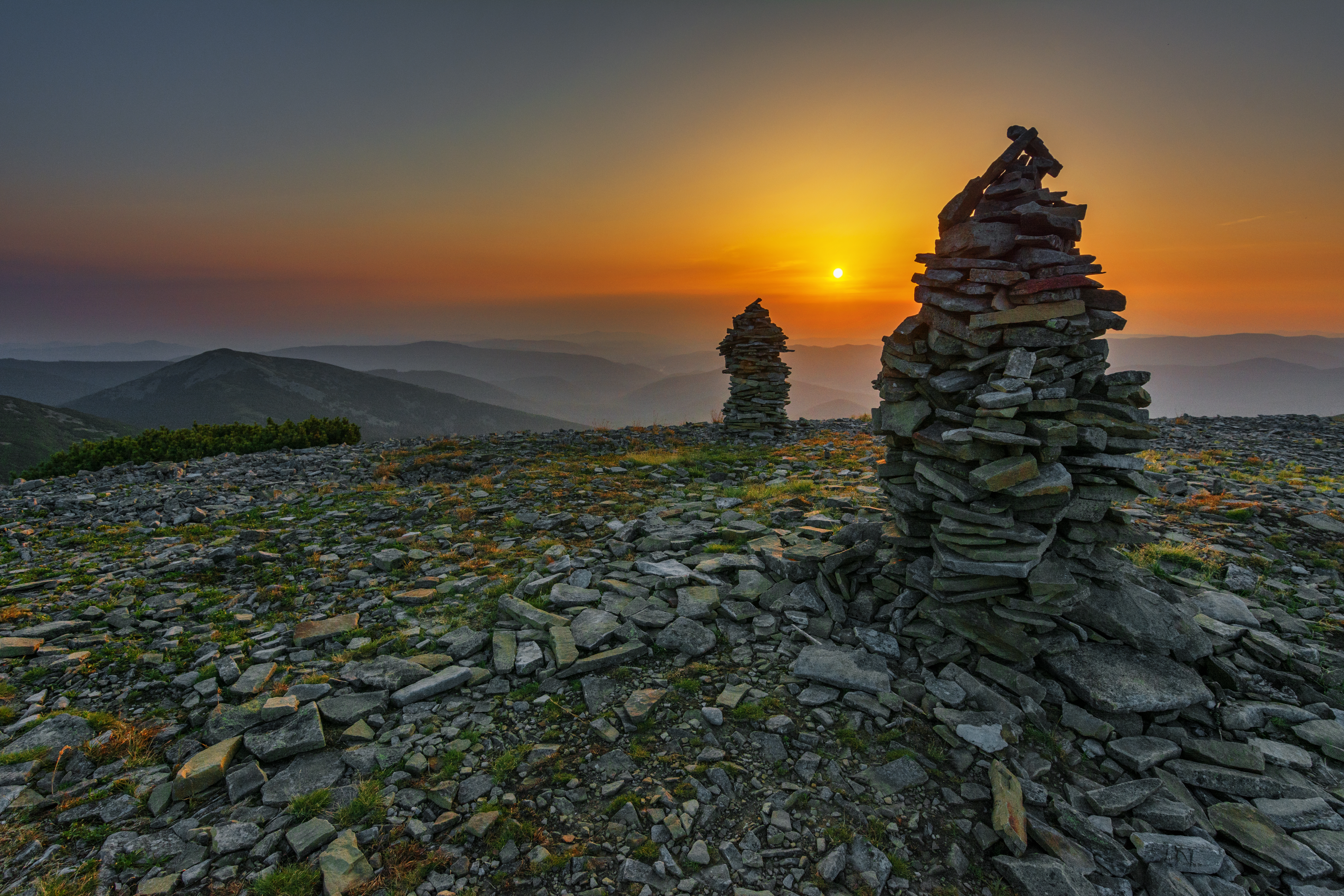
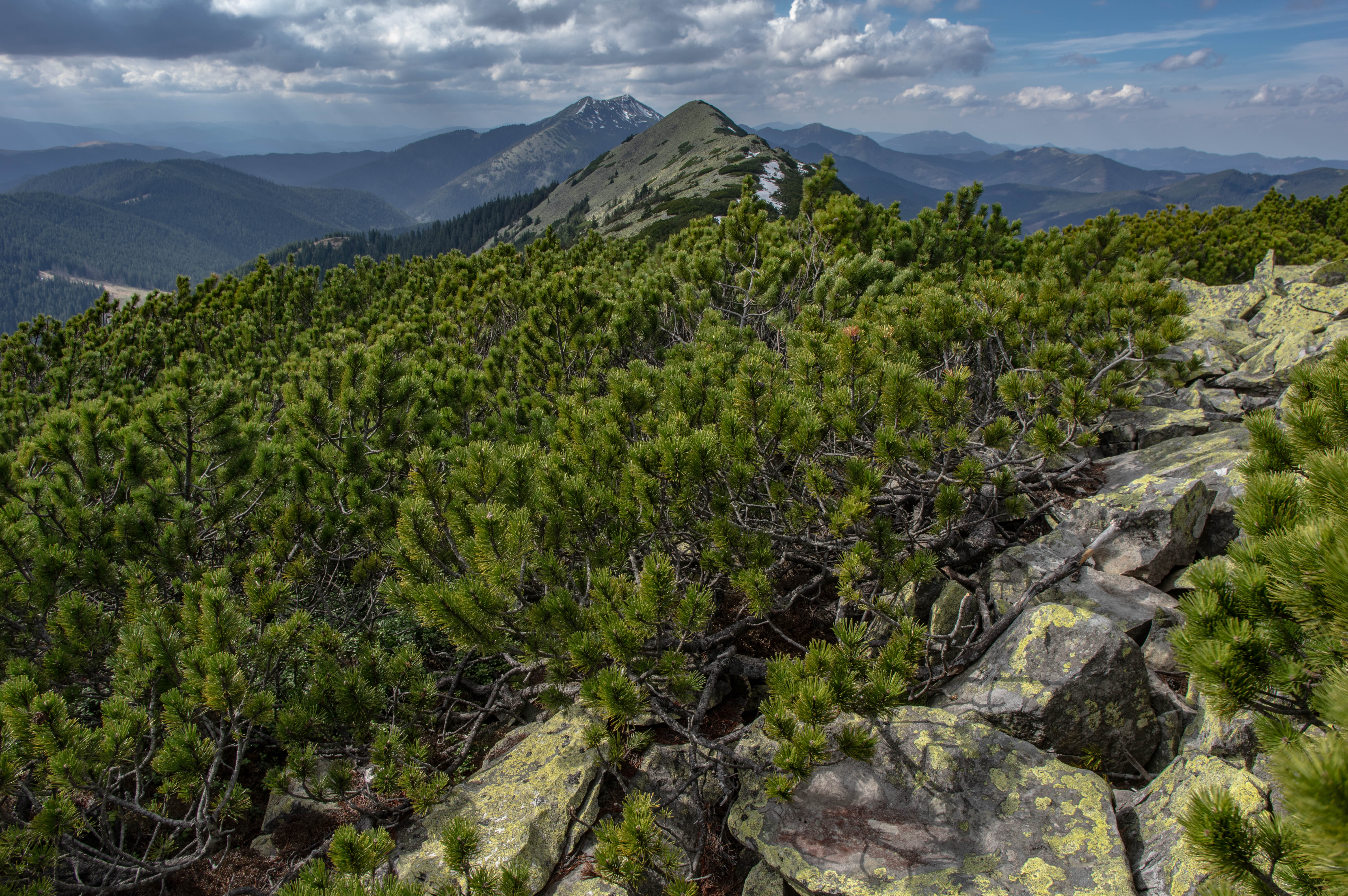
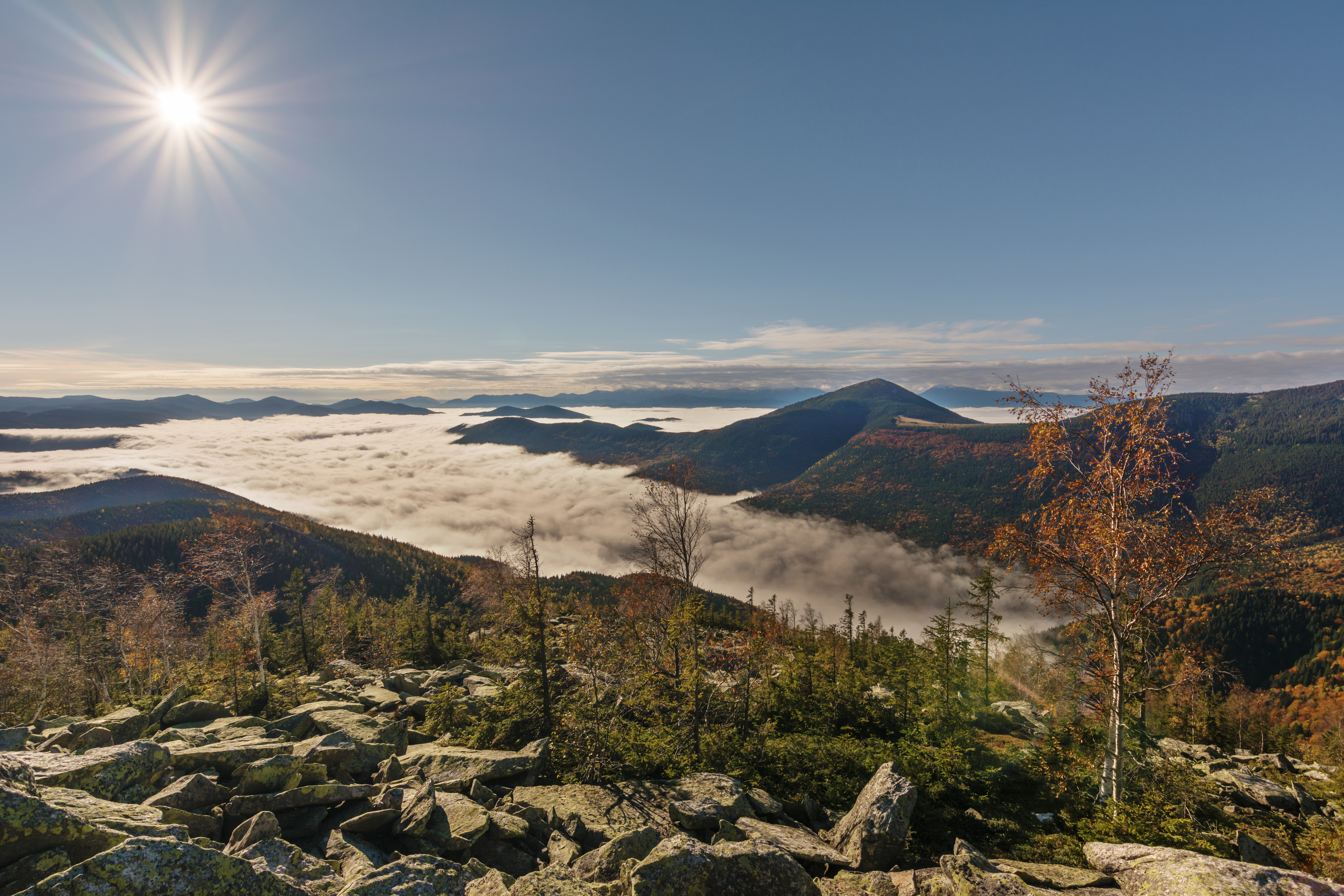
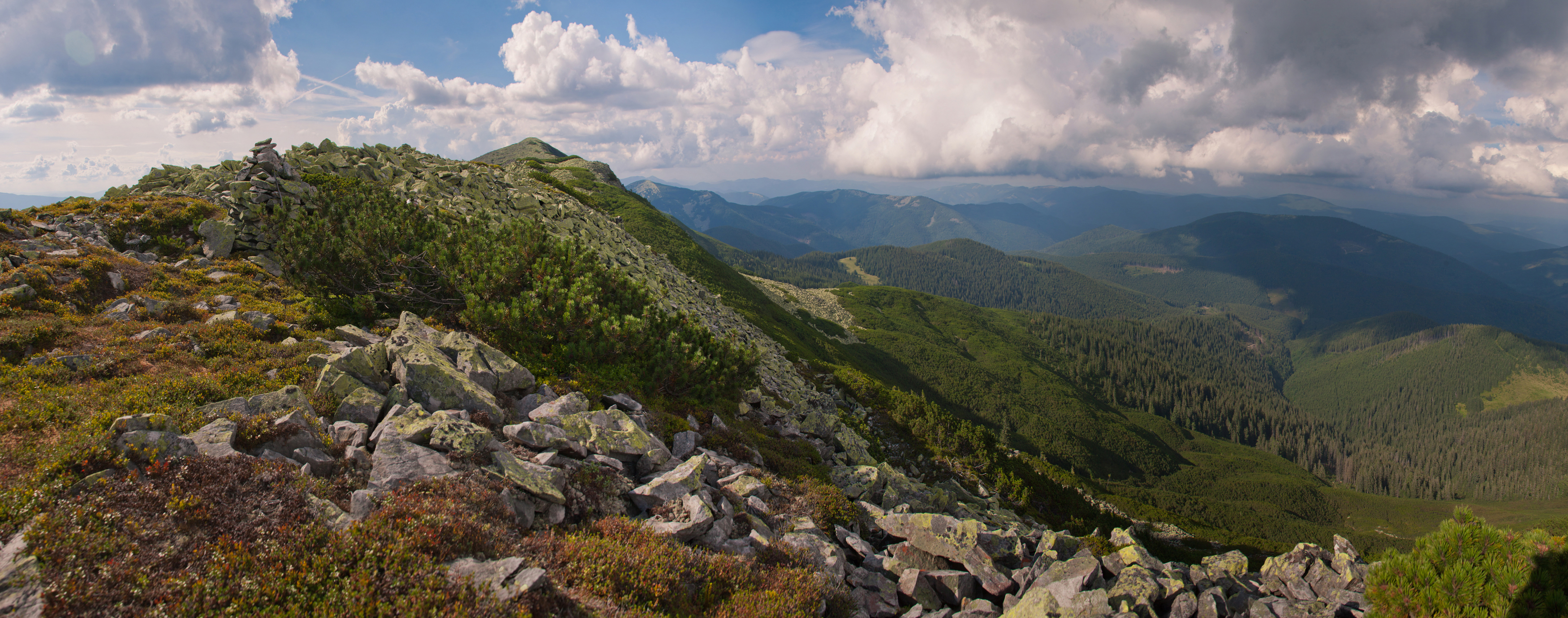
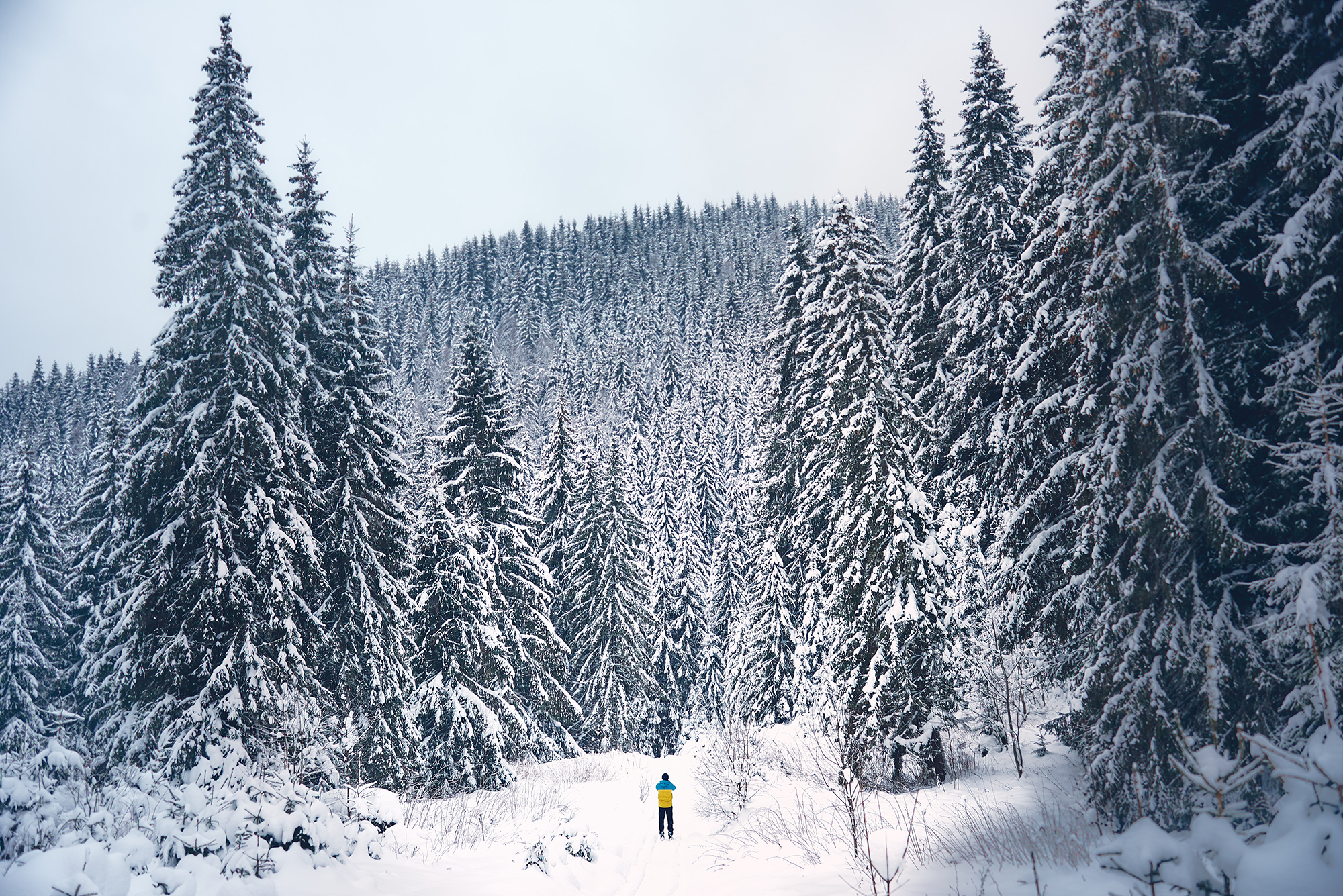
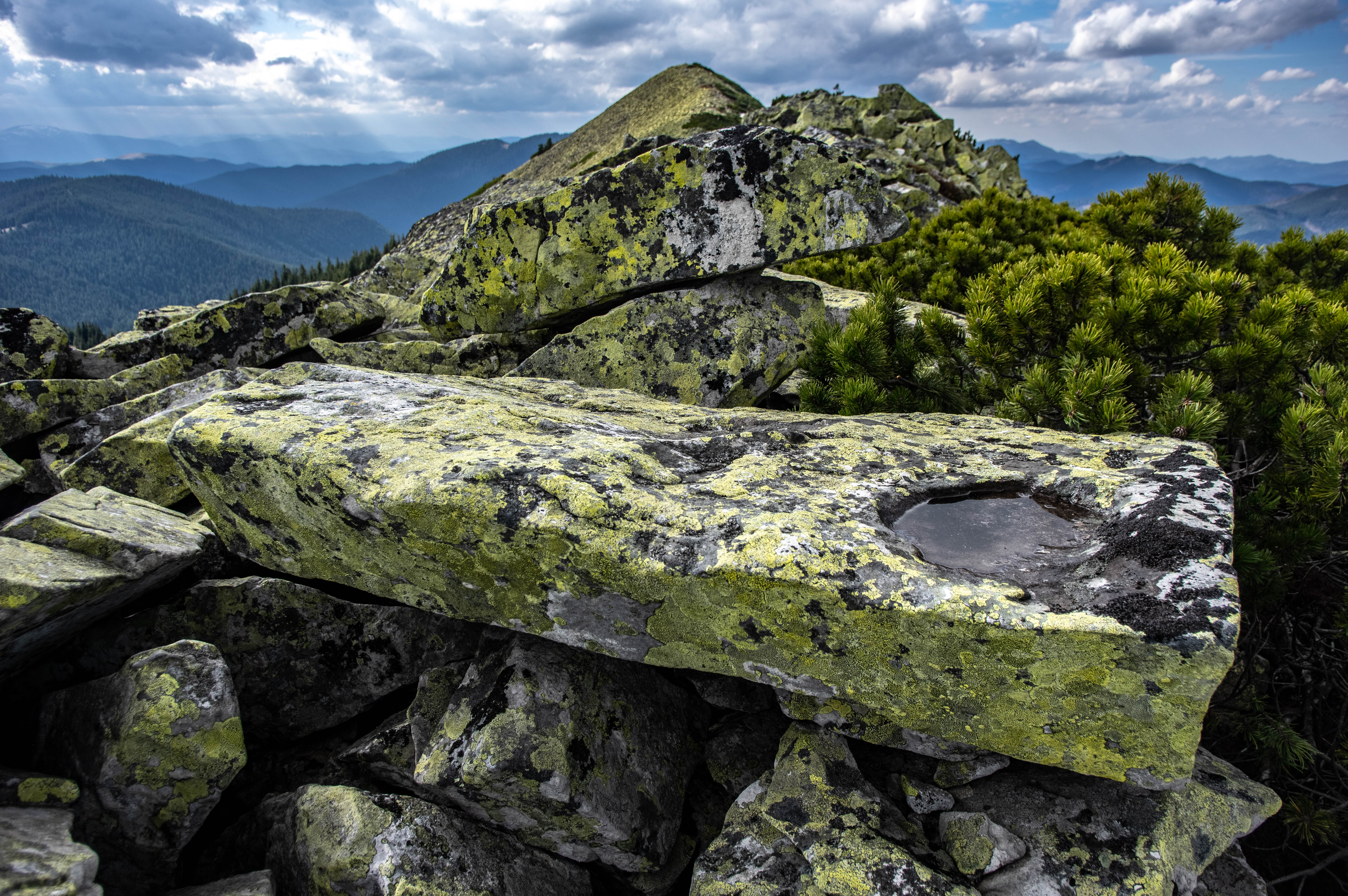